# The Silent Witness (film 1914 Giblyn)
The Silent Witness è un cortometraggio muto del 1914 diretto da Charles Giblyn.

## Produzione
Il film fu prodotto dalla Broncho Film Company.

## Distribuzione
Distribuito dalla Mutual Film, il film - un cortometraggio in due bobine - uscì nelle sale cinematografiche USA il 22 aprile 1914.